# Lars Mikael Raattamaa
Lars Mikael Raattamaa, född 9 oktober 1964 i Rosersberg, Sigtuna kommun, är en svensk poet och arkitekt (SAR/MSA). Under uppväxten åkte han ofta till sina släktingar i Tornedalen, så han kallar sig "deltidsuppvuxen" där. Han debuterade som författare 1989 med diktsamlingen Ur krakars gäld. 2017 romandebuterade Raattamaaa med romanen Dö andras död. En uppföljare till den, Som människor, publicerades 2021.

## Priser och utmärkelser
- 1997 – Stig Carlson-priset
- 2000 – De Nios Vinterpris
- 2001 – Sveriges Radios Lyrikpris
- 2001 – Guldprinsen
- 2003 – Aftonbladets litteraturpris
- 2004 – Bernspriset